# Abitab
Abitab es una empresa uruguaya de servicios financieros, dedicada a la gestión de pagos y cobranzas. 

## Creación
Fue creada en el año 1993 por un grupo de agentes oficiales de quinielas de Montevideo, quienes pretendieron conformar desde sus inicios, la primera red de locales de pagos y cobranzas en Uruguay. En la actualidad comprende unos 240 locales en Montevideo y otros 240 en más de 100 localidades del interior.
Teniendo entre sus servicios, el pagos de facturas de distintas empresas estatales, así como el cobro de distintas prestaciones, inclusive depósitos y giros nacionales e internacionales.
La empresa también ofrece un programa de fidelidad para sus clientes, llamado Abitab Familia.